# Croix pattées du Vexin
Cet article recense les croix pattées du Vexin, en France.

## Caractéristiques
Les croix pattées sont une particularité du Vexin, particulièrement du Vexin français, à cheval sur les départements des Yvelines et du Val-d'Oise (le parc naturel régional du Vexin français inclut la croix pattée sur son logo).
Ces croix monolithiques, taillées dans le calcaire, datent du XIe au XIIIe siècle et sont caractérisées par des branches courtes d'égale longueur aux extrémités très larges,. On pense qu'elles servaient de bornes pour marquer les limites entre fiefs ou juridictions.
Le nombre de croix pattées subsistantes n'est pas clair : le parc naturel régional du Vexin français mentionne l'existence de dix-sept croix pattées sur son territoire. D'autres sources donnent d'autres chiffres. Cinq parmi ces croix sont protégées au titre des monuments historiques : la croix des Jonquets de Moussy ; la croix Fromage d'Omerville, la croix Verte de Nesles-la-Vallée (volée en 1960 et remplacée par une réplique), la Croisette de Guiry-en-Vexin et la croix de l'Ormeteau-Sainte-Marie de Théméricourt.

## Liste
| Croix                                                     | Lieu                                          | Commune               | Département | Coordonnées                      | Illus. |
| --------------------------------------------------------- | --------------------------------------------- | --------------------- | ----------- | -------------------------------- | ------ |
| Croix de Saint-Éloi                                       | À gauche du portail de l'église Saint-André   | Boissy-l'Aillerie     | Val-d'Oise  | 49° 04′ 39″ nord, 2° 01′ 52″ est |        |
| Croix                                                     | Domaine de Villarceaux                        | Chaussy               | Val-d'Oise  |                                  |        |
| Croix de Labathe                                          | Chaussée Jules César                          | Courcelles-sur-Viosne | Val-d'Oise  | 49° 04′ 35″ nord, 1° 59′ 33″ est |        |
| Croix pattée                                              |                                               | Grisy-les-Plâtres     | Val-d'Oise  | 49° 07′ 34″ nord, 2° 02′ 22″ est |        |
| Croisette                                                 |                                               | Guiry-en-Vexin        | Val-d'Oise  | 49° 07′ 12″ nord, 1° 51′ 28″ est |        |
| Croix de Saint-Antoine                                    | Chemin des Folles-Entreprises                 | L'Isle-Adam           | Val-d'Oise  | 49° 06′ 18″ nord, 2° 14′ 02″ est |        |
| Croix d'Orléans                                           | La Halotière                                  | Longuesse             | Val-d'Oise  | 49° 03′ 24″ nord, 1° 54′ 09″ est |        |
| Croix des Joncquets                                       | Les Jonquets                                  | Moussy                | Val-d'Oise  | 49° 08′ 20″ nord, 1° 54′ 27″ est |        |
| Croix du Vaumion                                          | Le Vaumion                                    | Montreuil-sur-Epte    | Val-d'Oise  | 49° 10′ 01″ nord, 1° 41′ 59″ est |        |
| Croix des Friches                                         | Sente au Beurre                               | Nesles-la-Vallée      | Val-d'Oise  | 49° 07′ 21″ nord, 2° 11′ 20″ est |        |
| Croix Verte                                               | Chemin des Bourbottes                         | Nesles-la-Vallée      | Val-d'Oise  | 49° 07′ 33″ nord, 2° 11′ 05″ est |        |
| Croix pattée                                              | Rue du Presbytère                             | Omerville             | Val-d'Oise  | 49° 08′ 23″ nord, 1° 43′ 04″ est |        |
| Croix Fromage                                             | Place Saint-Martin                            | Omerville             | Val-d'Oise  | 49° 08′ 25″ nord, 1° 43′ 11″ est |        |
| Croix des Templiers ou du Bois-Poupel                     | Hameau de Chaudry                             | Parnes                | Oise        | 49° 11′ 42″ nord, 1° 45′ 15″ est |        |
| Croix Lançon (ou Dançon)                                  | Ducourt                                       | Saint-Gervais         | Val-d'Oise  | 49° 10′ 20″ nord, 1° 44′ 19″ est |        |
| Croix pattée                                              | Château de Théméricourt                       | Théméricourt          | Val-d'Oise  | 49° 05′ 11″ nord, 1° 53′ 44″ est |        |
| Croix de l'Ormeteau-Sainte-Marie (ou de l'Ormeteau-Marie) | Contre l'église Notre-Dame                    | Théméricourt          | Val-d'Oise  | 49° 05′ 11″ nord, 1° 53′ 42″ est |        |
| Croix des Gros-Cailloux                                   |                                               | Valmondois            | Val-d'Oise  | 49° 06′ 00″ nord, 2° 11′ 28″ est |        |
| Croix de l'Aumône                                         | Près du cimetière                             | Vétheuil              | Val-d'Oise  | 49° 03′ 58″ nord, 1° 42′ 01″ est |        |
| Croix du Gros Poirier (ou du Carnage)                     | Villeneuve                                    | Villers-en-Arthies    | Val-d'Oise  | 49° 04′ 49″ nord, 1° 43′ 53″ est |        |
| Croix de la Pointe-aux-Anglais                            | La Pointe-aux-Anglais                         | Aulnay-sur-Mauldre    | Yvelines    | 48° 55′ 29″ nord, 1° 50′ 57″ est |        |
| Croix de Boisfrémont                                      | Place du Moutier, devant l'église Saint-Denis | Fontenay-Saint-Père   | Yvelines    | 49° 01′ 38″ nord, 1° 45′ 04″ est |        |
| Croix des Fleurions                                       | Devant l'église Saint-Ouen                    | Guitrancourt          | Yvelines    | 49° 00′ 30″ nord, 1° 46′ 43″ est |        |
| Croix de l'Herminette                                     | Rue du Vexin (RD 205)                         | Lainville-en-Vexin    | Yvelines    | 49° 03′ 19″ nord, 1° 48′ 54″ est |        |
| Croix Pucelle                                             | Forêt de Saint-Germain-en-Laye                | Saint-Germain-en-Laye | Yvelines    | 48° 55′ 07″ nord, 2° 03′ 49″ est |        |